# Muscolo salpingofaringeo
Il  muscolo salpingofaringeo è un muscolo della faringe.

## Anatomia
Il muscolo, lungo e sottile, si ritrova sotto il canale faringo-timpanico scendendo affianca il muscolo palatofaringeo finendo nella faringe.